# Jean Ullmo
Pour les articles homonymes, voir Ullmo.
Jean Ullmo, né Juan Moïses Ullmo le 6 mars 1906 à San Salvador (Salvador) et mort le 5 décembre 1980 dans le 17e arrondissement de Paris, est un philosophe des sciences et économiste français.

## Biographie
Polytechnicien (X1924), il était ingénieur, expert économique et professeur à l'École polytechnique. Il était spécialisé en économie politique et en sciences.

## Œuvres

### Sciences
- L'évolution de la notion de corpuscule d'après Monsieur Langevin, Scientia, 1934, vol IV, p. 103-117.
- Les idées d'Eddington sur l'interaction électrique et le nombre 137, 26 pages, Paris, Hermann, 1934.
- La mécanique quantique et la causalité, pages 258-473, tiré à part de la Revue philosophique, octobre-décembre 1949, Paris, Presses universitaires de France, 1949.
- L'évolution de la notion d'intégrale, Paris, École polytechnique, 1950.
- Le théorème de Von Neumann et la causalité, Paris, Armand Colin, 1951.
- Le développement de la théorie de l'électron, Paris, École polytechnique, 1951.
- Les Prolongements modernes de l'histoire de la notion de force, Palais de la découverte, 1952.
- L'accord des mathématiques et des phénomènes physiques, Paris, École polytechnique, 1952.
- Remarques sur le hasard, Paris, École polytechnique, 1953.
- La crise de la physique quantique, Paris, Hermann, 1955.
- La Pensée scientifique moderne, préface de Louis Armand, Paris, Flammarion, Bibliothèque de philosophie scientifique, 1957.
- Machines électroniques et pensée humaine, Paris, École polytechnique, 1958.
- L'image du monde selon la théorie des quanta, Paris, École polytechnique, 1960.
- Réflexions sur le temps, Paris, École polytechnique, 1960.
- Les concepts physiques, 1963.
- Y a-t-il un progrès de l'esprit humain?, Paris, École polytechnique, 1965.

### Traduction
- Les principes de la mécanique quantique, par Paul Dirac, traduit avec Alexandre Proca, Paris, Presses universitaires de France, 1931.

### Économie
- Recherches sur l'équilibre économique, 78 pages, Paris, Institut Henri-Poincaré, 1938.
- Misère de l'économie politique, préface de Charles Bettelheim, 223 pages, Bibliothèque des sciences politiques et sociales, Paris, Rivière et Cie, 1958.
- Réflexions sur la théorie moderne du capital, Paris, École polytechnique, 1965.
- La contribution des polytechniciens à la théorie moderne du capital, Paris, École polytechnique, 1965.
- Le Profit, 252 pages, Finance et économie appliquée, Paris, Dunod, 1969.
- La science économique à l'École polytechnique, Paris, École polytechnique, 1970.
- Rapport des mathématiques modernes et de l'économie, Paris, École polytechnique, 1971.